# ステファニー・サンドリン
ステファニー・マリー・ハーセス・サンドリン (英語: Stephanie Marie Herseth Sandlin, 1970年12月3日 - )は、アメリカ合衆国の政治家。所属政党は民主党 。2007年にマックス・サンドリン下院議員と結婚する以前は、ステファニー・ハーセスとして知られていた。
サウスダコタ州選出のアメリカ下院議員として4期を務め、2011年に辞職。サウスダコタ州選出のアメリカ下院議員としては初の女性議員であり、2004年当時は最年少（当時33歳）の女性下院議員だった。2017年からはオーガスタナ大学 の学長を務めている。

## 経歴・人物
1970年12月3日、ステファニー・ハーセスはサウスダコタ州で二代続く政治家一家の中に生まれた。祖父のラルフ・ハーセスはサウスダコタ州知事、祖母のローナは州務長官、父のラースは州下院・上院議員を務めていた。ステファニーはサウスダコタ州のグロトン高校を卒業後、1993年にジョージタウン大学で文学士号、1997年にジョージタウン大学ローセンターで法学博士号を取得した。大学卒業後ワシントンD.C.で弁護士事務所を開設し、母校のジョージタウン大学ローセンターで教師としても働いていた。
2002年、現職共和党下院議員のジョン・スーンが上院議員選挙への出馬を表明した。ステファニーは下院議員選挙への出馬を表明し、民主党予備選挙を過半数以上の得票率で破って党からの指名を勝ち取った。対する共和党候補は現職州知事のビル・ヤンクロウであり、ステファニーは45.6%の得票にとどまった。
2003年8月、議員任期中のヤンクロウは自動車事故を起こし、12月に過失致死罪で有罪判決を受けた。翌年の1月20日に下院議員を辞職したため議席が空席となり、2004年特別選挙が行われた。ステファニーは共和党のラリー・ディードリッヒ州上院議員を破り、初当選を果たした。この勝利によってサウスダコタ州選出の上院議員、下院議員の全員が民主党員となった。
2010年のサウスダコタ州知事選挙に出馬するのではないかとの報道もあったが、2009年7月7日には下院議員選挙に出馬を表明。しかし、共和党のクリスティ・ノーム州下院議員に3ポイント差で敗れた。
2017年8月からオーガスタナ大学 の学長に就任している。

## 親族
父方のハーセス家はサウスダコタ州を地盤にする政治家一族である。
- 配偶者：マックス・サンドリン（英語版）- 2007年に結婚。テキサス州第1選挙区選出のアメリカ下院議員（1997年 - 2005年）。所属政党は民主党。
- 父：ラース・ハーセス（1946年 - ）- サウスダコタ州下院議員（1979年 - 1986年）、同州上院議員 （1989年 - 1996年）[1][9][10]。
- 祖父：ラルフ・ハーセス（英語版）（1909年 - 1969年）- 第21代サウスダコタ州知事（1959年-1961年）[1][10]。
- 祖母：ローナ・ハーセス（英語版）（1909年 - 1994年）- サウスダコタ州州務長官（1973年 - 1979年）[1][10]。